# Козацькі українські кінні полки Російської Імперії 1812–1864

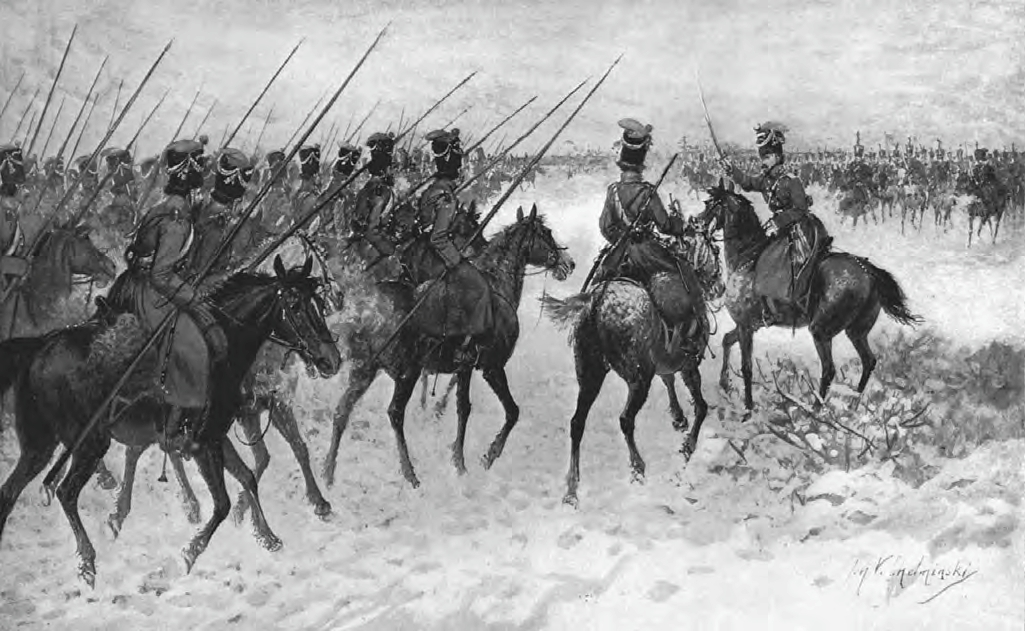
«Козаки» (1906)

Украї́нські козáцькі пóлки — козацькі військові підрозділи створені в Україні з частини раніш ліквідованих полків та охочих добровольців під час франко-російської війни. Набір, за обіцянки реставрувати українське козацьке військо, проводився на територіях Київської, Подільської, Чернігівської та Полтавської губерній із залученням Бузького козацького війська. В усіх інших губерніях тривав звичайний рекрутський набір. Діяли протягом 1812-16 років.

## Формування
Після початку франко-російської війни задля посилення південного напрямку почалося формування нових кінних підрозділів. Першим надійшло розпорядження від 5 червня про створення чотирьох козацьких полків у Київській та Подільській губерніях:
|  | «З людей до козацької служби здібних та здавна навичками і охотою до неї відомих»Оригінальний текст (рос.) [«Из людей к казачьей службе способных и издавна навыком и охотою к ней известных»] Помилка: {{Lang}}: текст вже має курсивний шрифт (допомога) |

Наступним був рескрипт початку липня від Олександра I згідно котрого генерал-губернатор Лобанов-Ростовський мав зорганізувати створення аналогічних полків у Полтавській та Чернігівській губерніях. Задля спрощення набору та стимулювання новобранців їм було обіцяно повернення скасованих у 1783 році козацьких прав та привілеїв. Подібну ідею підтримував зокрема Петро Багратіон. Ще три полки виставило Бузьке козацьке військо.
Постали 15-ть (9 полтавських і 6 чернігівських замість запланованих восьми) частин загальною чисельністю 42 тисячі вояк. Водночас розпочалося створення ополчення. Як ополченці, так і козаки озброювались, купували обмундирування та утримувались за рахунок не державних, а приватних коштів. Довідавшись про значні витрати на означені потреби місцевих спонсорів-волонтерів уряд суттєво зменшив їм казенні податки.
Впливові українські діячі Дмитро Трощинський і Василь Капніст відстояли перед генерал-губернатором надання цим полкам українського характеру. Проект організації козацьких полків уклав сенатор Михайло Миклашевський. До них зголошувалися козаки й селяни-кріпаки, щоб таким чином звільнитися з тяжкого соціального стану. Серед організаторів на Полтавщині був і Іван Котляревський. Загальна чисельність учасників усіх ополченських і козацьких полків в Україні перевищувала 60 тисяч.
У 1813 — 15 рр. частина козацьких полків брала участь у боротьбі проти армії Наполеона в Центральній і Західній Європі і взятті Парижу. По війні (1816) частина цих полків була перетворена на уланські, а решту демобілізовано і повернено до селянського стану.

## Перелік

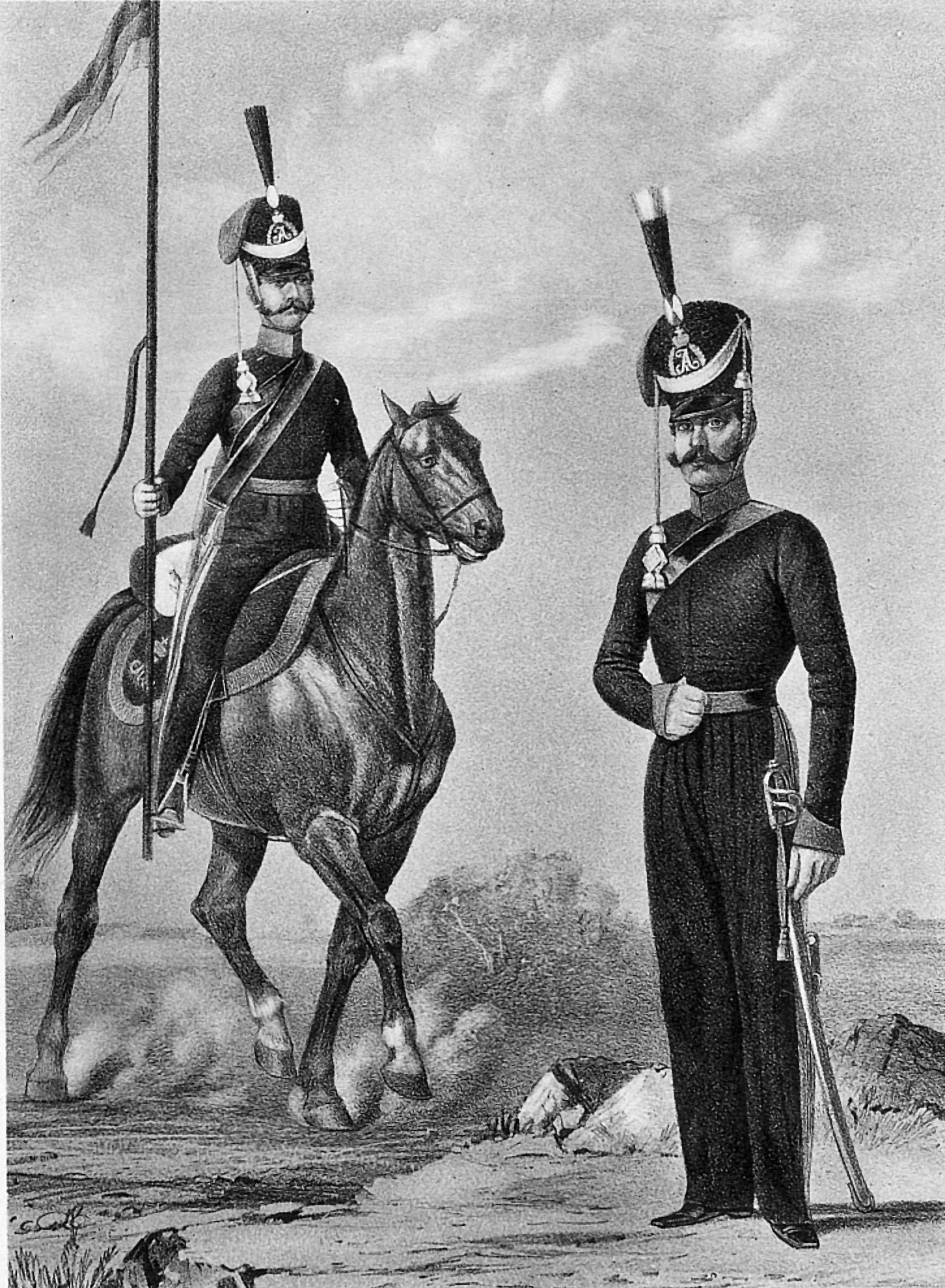
Козак та унтер-офіцер Кінних полків Полтавської губернії, 1812—1815 років

| Формація                        | Командувач                                         | Чисельність | Місце формування                |
| Кінні козацькі полки            |                                                    | 10800       | Полтавська губернія             |
| 1-й полк Полтавської губернії   | К. Куклярський, А. А. Щеткін                       | 1200        | Говтва                          |
| 2-й полк Полтавської губернії   | Лук'янович, А. А. Дараган                          | 1200        | Білики                          |
| 3-й полк Полтавської губернії   | А. І. Кулябка, Оверня, А. Я. Лобанов-Ростовський   | 1200        | Комишня                         |
| 4-й полк Полтавської губернії   | Н. М. Копцевич, М. Л. Муравйов                     | 1200        | Кропивна                        |
| 5-й полк Полтавської губернії   | І. П. Котляревський, Г. Рудницький, А. Санківський | 1200        | Горошине                        |
| 6-й полк Полтавської губернії   | М. П. Свічка                                       | 1200        | Яготин                          |
| 7-й полк Полтавської губернії   | В. І. Олександрович                                | 1200        | Срібне                          |
| 8-й полк Полтавської губернії   | де Коннор                                          | 1200        | Іваниця                         |
| 9-й полк Полтавської губернії   | Товбічєв                                           | 1200        | Веприк                          |
| Кінні козацькі полки            |                                                    | 7200        | Чернігівська губернія           |
| 1-й полк Чернігівської губернії | А. П. Безбородько, М. Я. Семека                    | 1200        | Чернігів                        |
| 2-й полк Чернігівської губернії | Потрясов                                           | 1200        | Семенівка                       |
| 3-й полк Чернігівської губернії | С. Шапошников-Сахнов                               | 1200        | Короп                           |
| 4-й полк Чернігівської губернії | А. М. Бакан, Міклевський                           | 1200        | Вороніж                         |
| 5-й полк Чернігівської губернії | фон Шейнерт                                        | 1200        | Кобіца                          |
| 6-й полк Чернігівської губернії | Барсуков, Я. І. Турчанинов                         | 1200        | Ромни та Глухів                 |
| Кінні козацькі полки            |                                                    | 4772        | Київська та Подільська губернії |
| 1-й полк Київської губернії     | Піхельштейн                                        | 1055        | Махнівка                        |
| 2-й полк Київської губернії     | Оболенський                                        | 1248        | Біла Церква                     |
| 3-й полк Київської губернії     | Щербаков                                           | 1255        | Умань                           |
| 4-й полк Подільської губернії   | Міницький                                          | 1214        | Кам'янець-Подільський           |
| Бузьке козацьке військо         |                                                    | 1500        |                                 |
| 1-й полк Бузьких козаків        | Чеченський                                         | 500         | -                               |
| 2-й полк Бузьких козаків        | -                                                  | 500         | -                               |
| 3-й полк Бузьких козаків        | Селістранов                                        | 500         | -                               |

## Козацькі українські кінні полки РІА
Під час польського повстання 1830—1831 6 травня 1831 було сформовано 8 кінних полків. 1832 спочатку два з них були переведені (у серпні) та поселені на Півн. Кавказі, потім ще два передані (на поч. вересня) в митне відомство, 30 вересня усі полки були розформовані, а козаки, які входили до їхнього складу, призначені до переселення на Кавказ.
Під час Кримської війни 1853—1856 на підставі особливого маніфесту імп. Олександра II від 7 травня 1855 було сформовано 6 кінних полків по 7 сотень кожний, усім полкам було надано прапор. По завершенні війни всі ці полки у квітні 1856 було розформовано.
Останній раз козацькі українські кінні полки були сформовані під час польського повстання 1863—1864 25 травня 1863. Тоді було створено 3 полки — 1-й і 2-й Полтавські та 3-й Чернігівський. У червні 1864 їх розформували.